# 1621

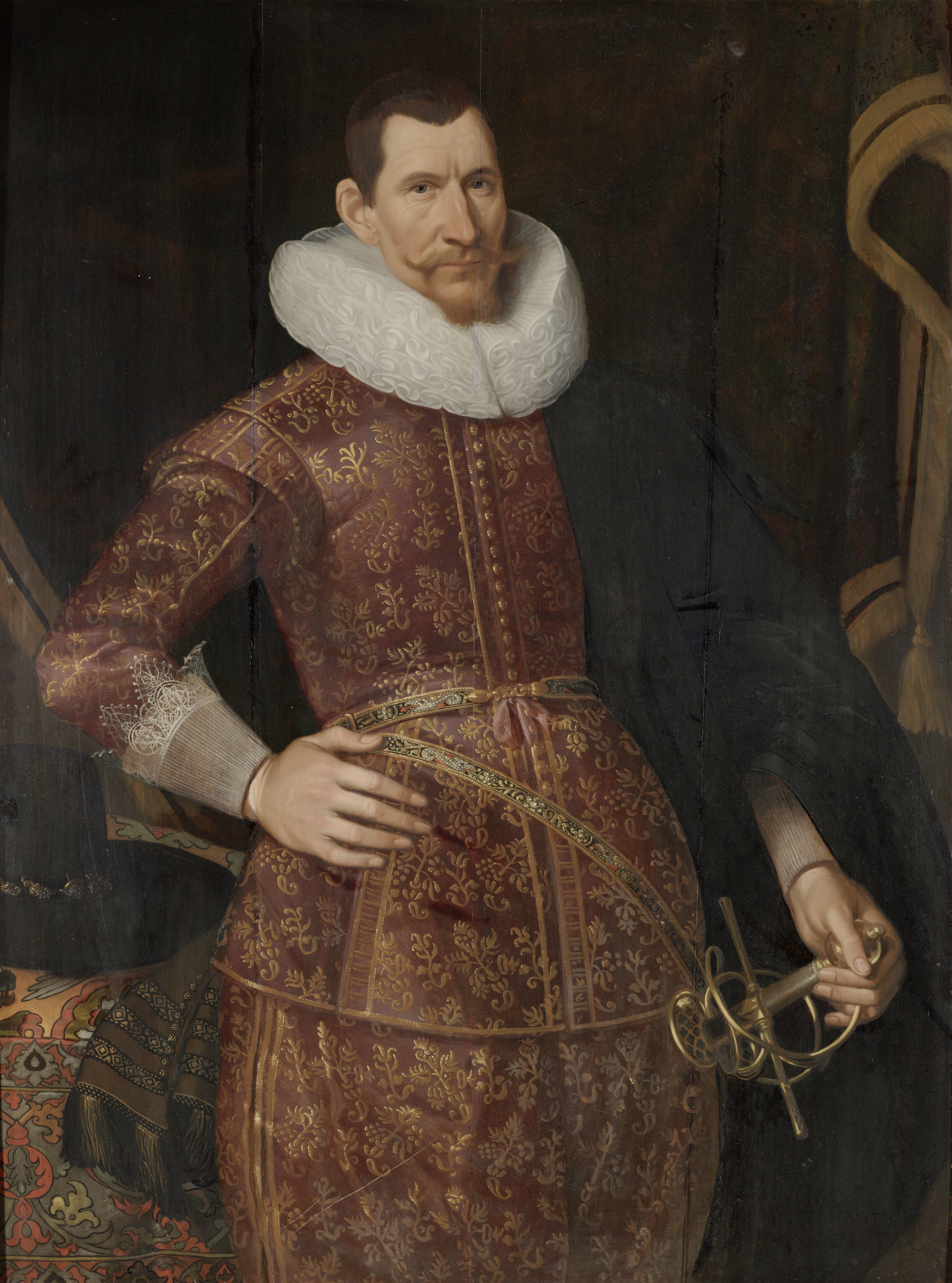
Jan Pieterszoon Coen

Het jaar 1621 is het 21e jaar in de 17e eeuw volgens de christelijke jaartelling.

## Gebeurtenissen
maart

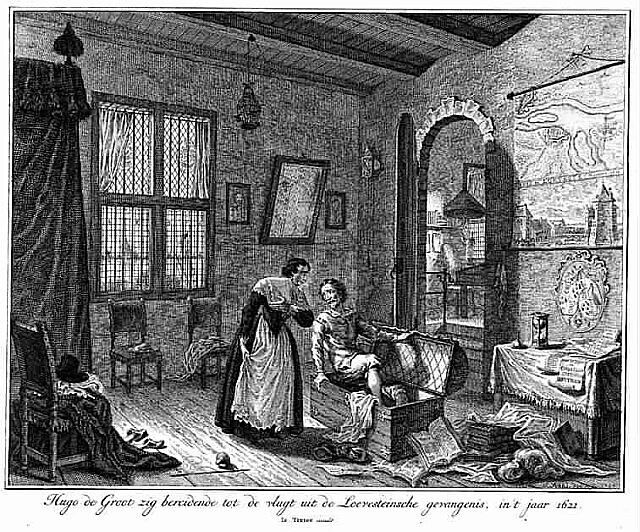
Hugo de Groot zig bereidende tot de vlugt uit de Loevesteinsche gevangenis, in't jaar 1622

- 4 - De Heren XVII beslissen, dat het nieuwe hoofdkwartier op Java Batavia zal worden genoemd.
- 7 - Jan Pieterszoon Coen overrompelt met een gewelddadige expeditie de Banda eilanden, die tegen het verbod van de VOC in, toch nootmuskaat blijven verkopen aan Portugezen en Engelsen.
- 22 - Hugo de Groot weet in een boekenkist te ontsnappen uit zijn gevangenschap in slot Loevestein.

april
- 9 - In de Tachtigjarige Oorlog hernemen de vijandelijkheden tussen de Nederlanden en Spanje na het Twaalfjarig Bestand.
- 24 - Omdat de Bandanezen zich hebben verschanst in de bergen besluit Coen, om de bevolking te vervangen. Begonnen wordt met het verschepen van de bevolking naar Java.
- april - De verdreven "Winterkoning" van Bohemen, Frederik V van de Palts, arriveert met zijn gezin en gevolg in Den Haag, waar hun de voormalige woning van Johan van Oldenbarnevelt ter beschikking wordt gesteld.

mei
- 8 - In opdracht van de VOC onthoofden Japanse huurlingen 44 orang kaya's, de bestuurlijke elite van de Banda-eilanden.
- 19 - De Staphorstersluis wordt verkocht aan particuliere investeerders.

juni
- 3 - De West-Indische Compagnie (WIC) verkrijgt octrooi van de Staten-Generaal om als enige maatschappij handel te drijven op Amerika en de westkust van Afrika. Het monopolie geldt voor 25 jaar.
- juni - Inwijding van de Jezuietenkerk van Brussel.

juli
- 13 -Door het kinderloos overlijden van aartshertog Albrecht van Oostenrijk keren de Zuidelijke Nederlanden terug onder de Spaanse kroon.

september
- 5 - Hendrik van den Bergh start met het Beleg van Gulik (1621-1622).
- 21 - Acadië (Acadia) in Canada wordt aan lord Stirling geschonken en ontvangt de naam "Nova Scotia" (Nieuw Schotland).
- 28 - Het Heksenproces tegen Katharina Kepler eindigt als de vrouw zich niet laat intimideren door de beul.

december
- 18 - Het Engelse Lagerhuis protesteert tegen zijn weinige rechten en privileges. De schrijver John Selden wordt verdacht van het eigenlijke schrijven van het protest en daarom opgesloten in de Tower.

zonder datum
- De vestingstad Sluis in Staats-Vlaanderen doorstaat opnieuw een Spaanse aanval.
- Göteborg wordt gesticht door Gustaaf II Adolf van Zweden.
- De Nederlander Snellius verricht een graadmeting tussen Alkmaar en Bergen op Zoom, later voortgezet tot Mechelen. Hij vindt voor 1° (1 graad) in onze maat 107,39 km (Musschenbroek vindt later 111,57 km).
- Uponyuvarat I volgt zijn vader Vorawongse II op als de 23e koning van Lan Xang.
- René Descartes voert bij zijn ontwikkeling van de analytische meetkunde de coördinaten in.

## Beeldende kunst

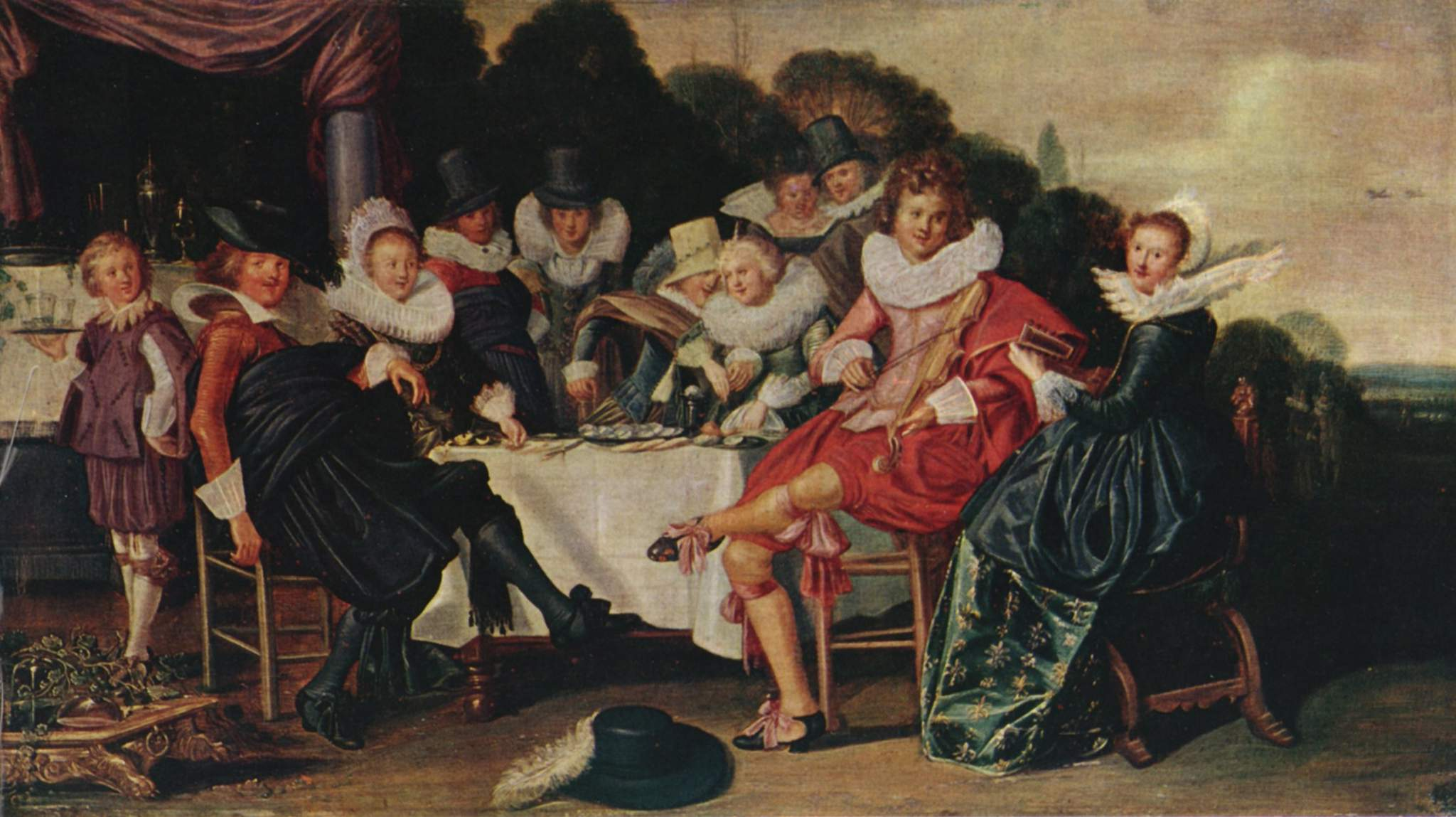
Drinkpartij in de buitenlucht Dirck Hals, Magyar Szépmüvészeti Múzeum
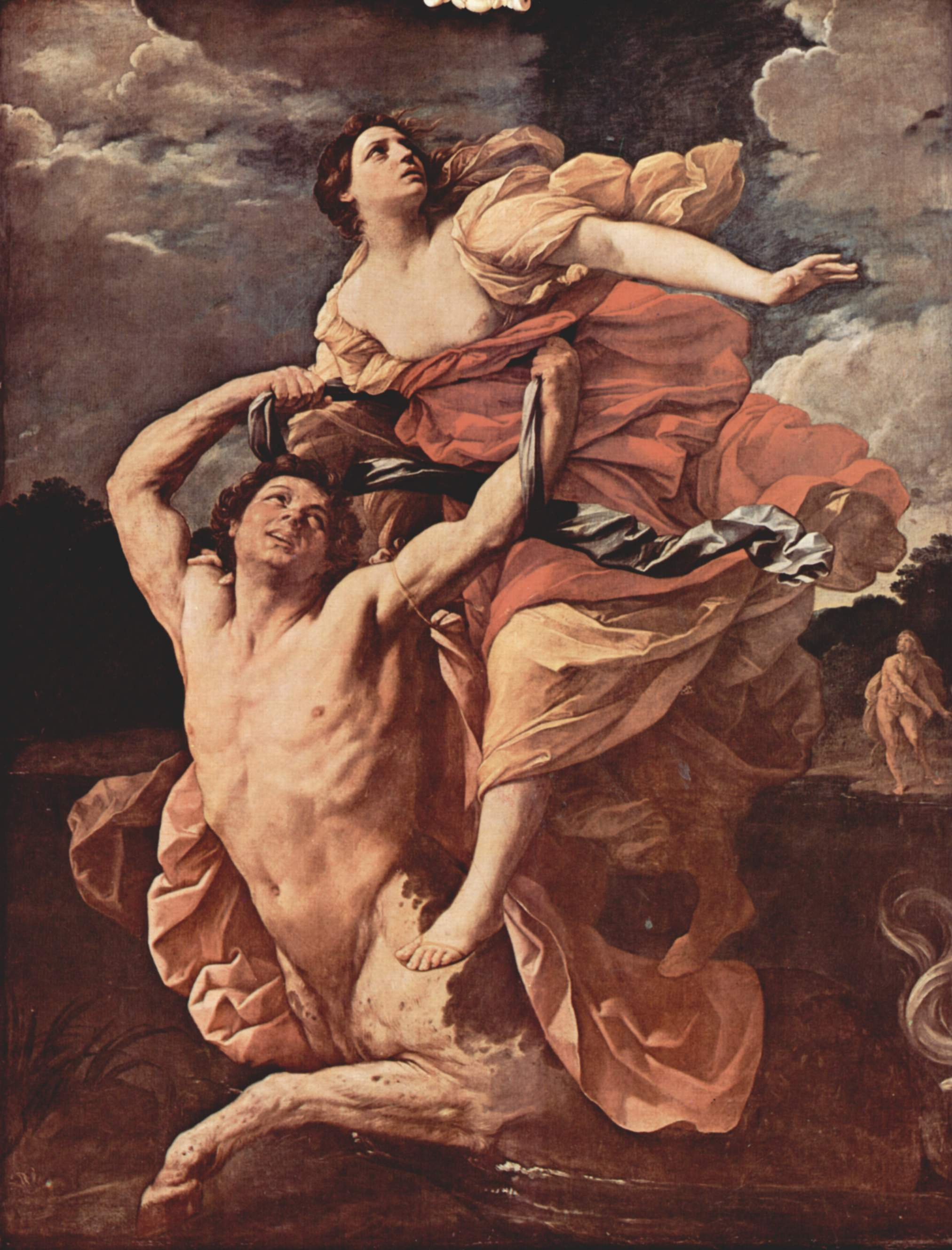
Ontvoering van Deianira Guido Reni, Louvre

## Bouwkunst

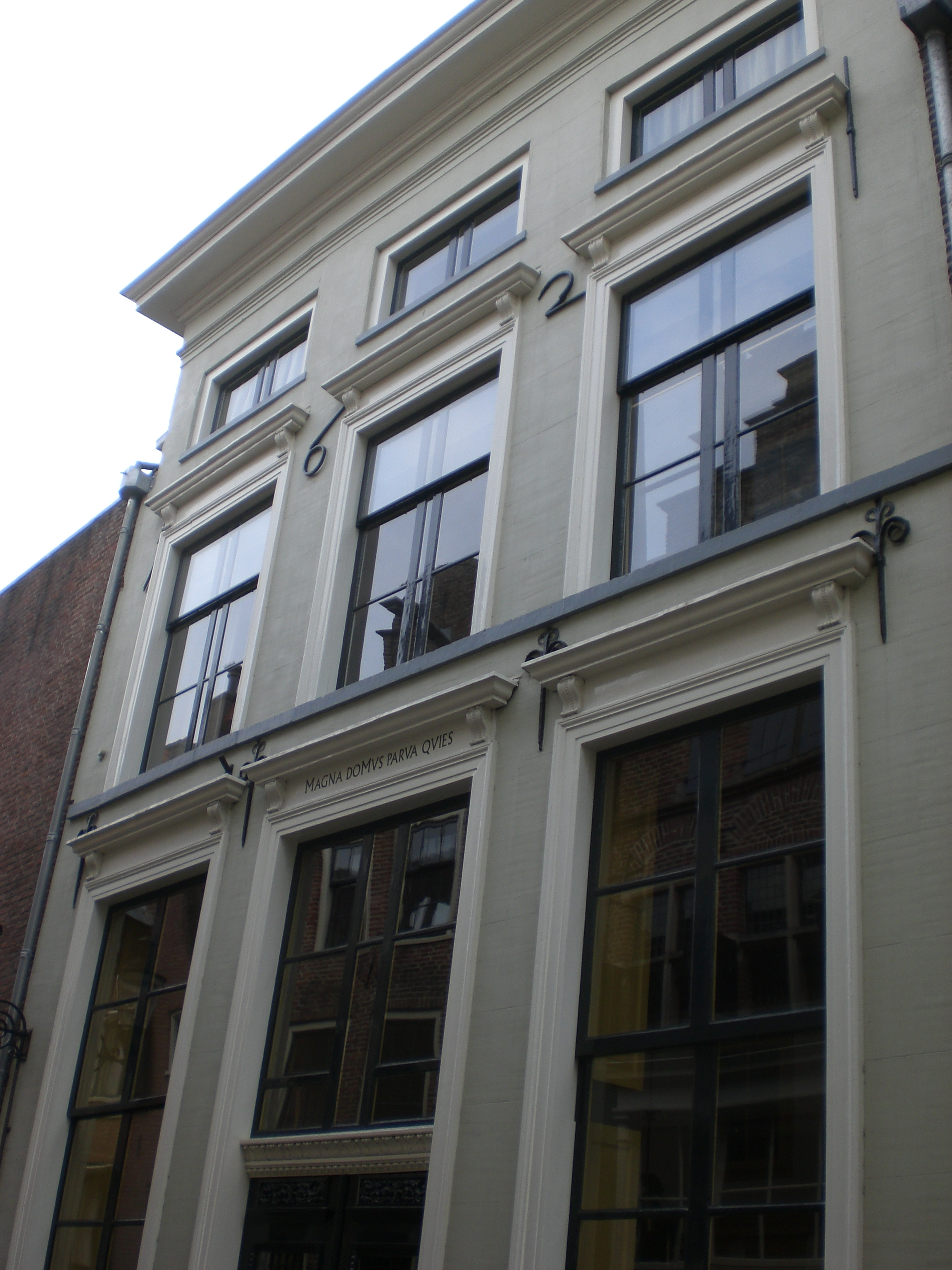
Woonhuis, Deventer
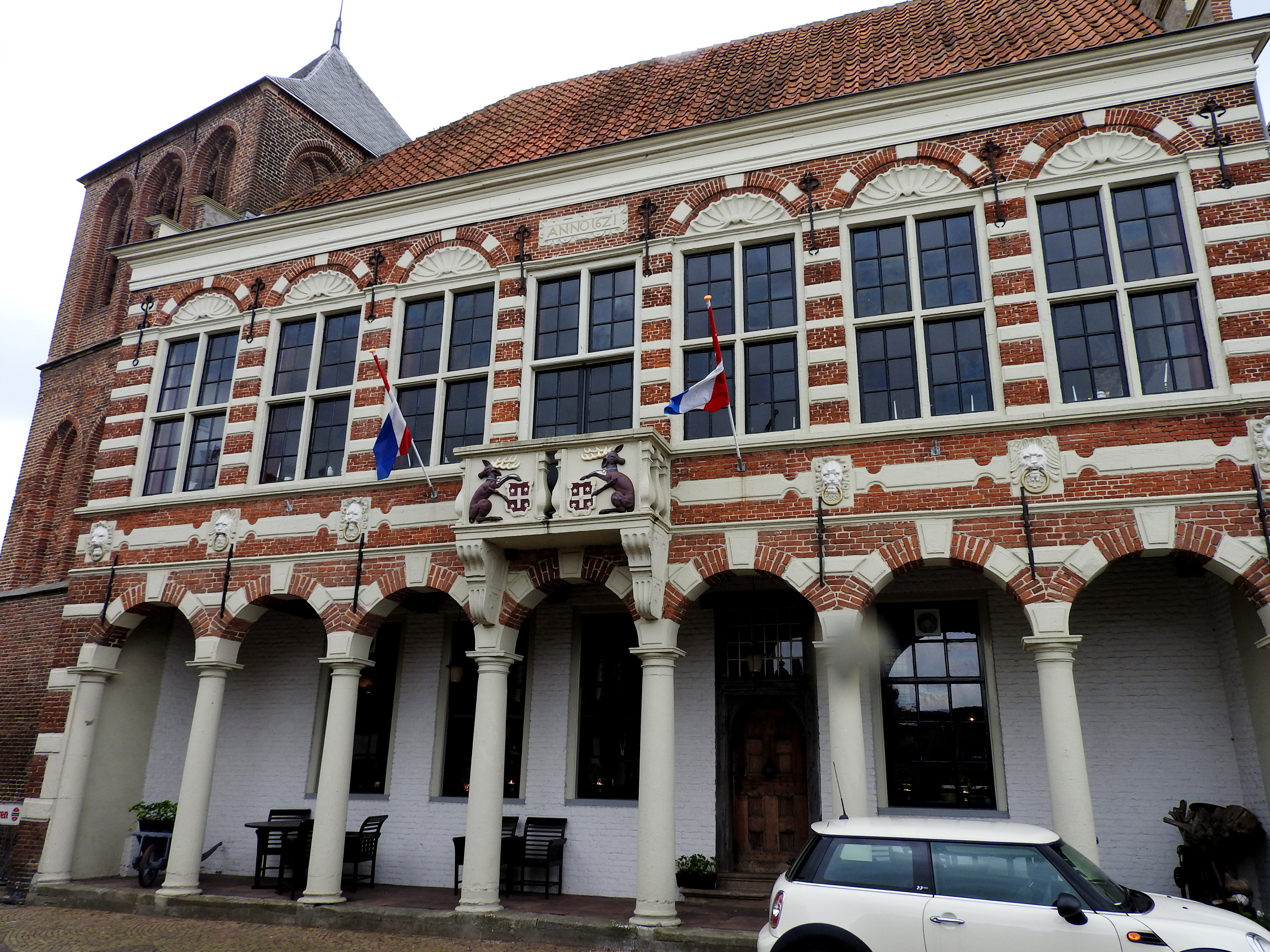
Voormalig raad- of stadhuis van Vollenhove